# Șapte șanse
 Șapte șanse  (sau: Buster Keaton, omul cu 1000 de mirese; titlu original: Seven Chances) este un film mut comic din anul 1925, sub regia lui Buster Keaton. Filmul s-a inspirat din piesa lui Roi Cooper Megrue produs de David Belasco. Jimmie este un om de afaceri ghinionist care în pragul falimentului va moșteni de la bunicul său șapte milioane de dollari. Dar suma moștenită o va primi cu condiția dacă se va căsători în decurs de câteva ore. În contradicție cu Keaton, care este nemulțumit de film, criticii au apreciat filmul său. Film care va fi reprodus cu temă asemănătoare în anii 1947 și 1999. 

## Acțiunea filmului
Jimmie Shannon și partenerul său de afaceri sunt banccrott, salvarea lor este moștenirea celor șapte milioane ale bunicului. Problema este că moștenirea lui Jimmie este legată de condiția casatoriri lui până în seara aceleași zile. O altă problemă este faptul că Jimmie este foarte timid, iar când va cere mâna ființei adorate Mary, acesta îl refuză crezând că Jimmie face acest pas ca să pună mână pe avere. În această situație Jimmie va cere în căsătorie toate fetele cunoscute, care-l vor refuză. Partenerului său îi vine idea salvatoare cu un anunț de căsătorie în presă. Atrase de suma mare de bani se vor prezenta pentru cununie la biserică sute de mirese. Paracliserul iritat le va interzice fetelor să treacă pragul bisericii. Furia lor se revarsă asupra lui Jimmie care scapă cu fuga urmărit de mirese. În cele din urmă Mary  va accepta căsătoria, convinsă de sinceritatea sentimenelor lui Jimmie. Filmul se termină cu cununia lor, moștenirea fiind salvată. 